# Saint-Prouant
Saint-Prouant é uma comuna francesa na região administrativa da Pays de la Loire, no departamento de Vendéia. Estende-se por uma área de 12,86 km². Em 2010 a comuna tinha 1 675 habitantes (densidade: 130,2 hab./km²).